# Campagne (Landas)
 Campagne  (en occitano Campanha) es una población y comuna francesa, situada en la región de Aquitania, departamento de Landas, en el distrito de Mont-de-Marsan y cantón de Mont-de-Marsan-Sud.

## Demografía
| 868 | 771 | 682 | 708 | 765 | 840 |
| Para los censos de 1962 a 1999 la población legal corresponde a la población sin duplicidades (Fuente: INSEE [Consultar]) |     |     |     |     |     |